# Rennstadsnipan
Rennstadsnipan är ett naturreservat i Kils kommun i Värmlands län.
Området är naturskyddat sedan 2008 och är 62 hektar stort. Reservatet omfattar höjden Renstadsnipan med sluttningar som är branta ner mot Skitjärnet i sydost. Reservat består av brandpräglad skog som i branterna består av gles tallskog med betydande inslag av lövträd.